# 齐圣广佑王庙
齐圣广佑王庙，位于山西省吕梁市汾阳市三泉镇义丰北村，是中华人民共和国山西省文物保护单位之一。
2004年6月10日，授予山西省文物保护单位，是一座古建筑。